# 江陽熙園
江陽熙園位於四川省瀘州市江陽區，文物遺址年代判定為1947年。2012年7月16日公佈為第八批四川省文物保護單位。
熙園位於四川省瀘州市江陽區南郊三岩腦，建於民國36年，占地1278平方米，建築面積772平方米，坐西北向東南，系四川省國民政府第七區專員、軍統少將羅國熙私人住宅，為仿西式建築，江陽熙園西面靠山，東面緊鄰公路和長江，外用扁光條石圍牆，形成獨立小院。房屋為條石基礎，磚木結構，磚牆承重，木屋架、木房蓋，平瓦屋面建築。其主體部分為一樓一底，房間前後參錯，借樓層走廓及地面花圃通路聯繫。樓上有半圓弧露天陽臺。院內假山、魚池甜味天然，地下有防空洞。整個小院富有變化，有分有合，別致幽雅。是瀘州和川南地區最豪華的中西合壁建築物。後改為瀘州市檔案館。文革以後劃歸瀘州軍分區至今。1994年，熙園被瀘州市人民政府公佈為市級文物保護單位。